# 白鲁尔庙

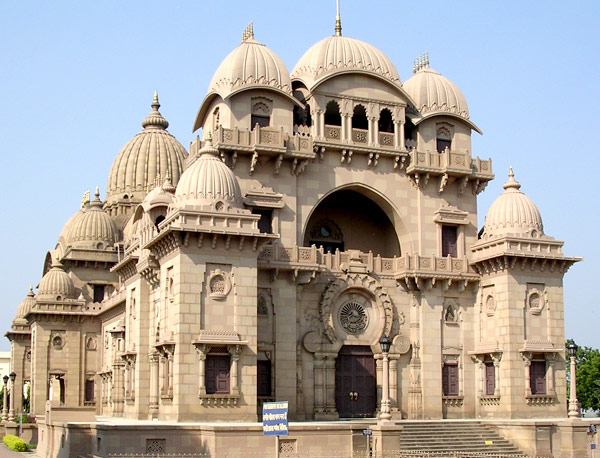

白鲁尔庙 (Beluṛ Maṭh；孟加拉语: বেলুড় মঠ) 是罗摩克里希纳传道会的总部，由罗摩克里希纳的弟子斯瓦米·維韋卡南達创建于19世纪下半叶，完成于1938年。它位于印度西孟加拉邦豪拉县白鲁尔，胡格利河西岸，是加尔各答附近的一个著名机构。白鲁尔庙是罗摩克里希纳运动的心脏，建筑形式融合印度教、基督教和伊斯兰教元素，体现其宗教融合的理念。2007年，白鲁尔庙火车站投入使用。

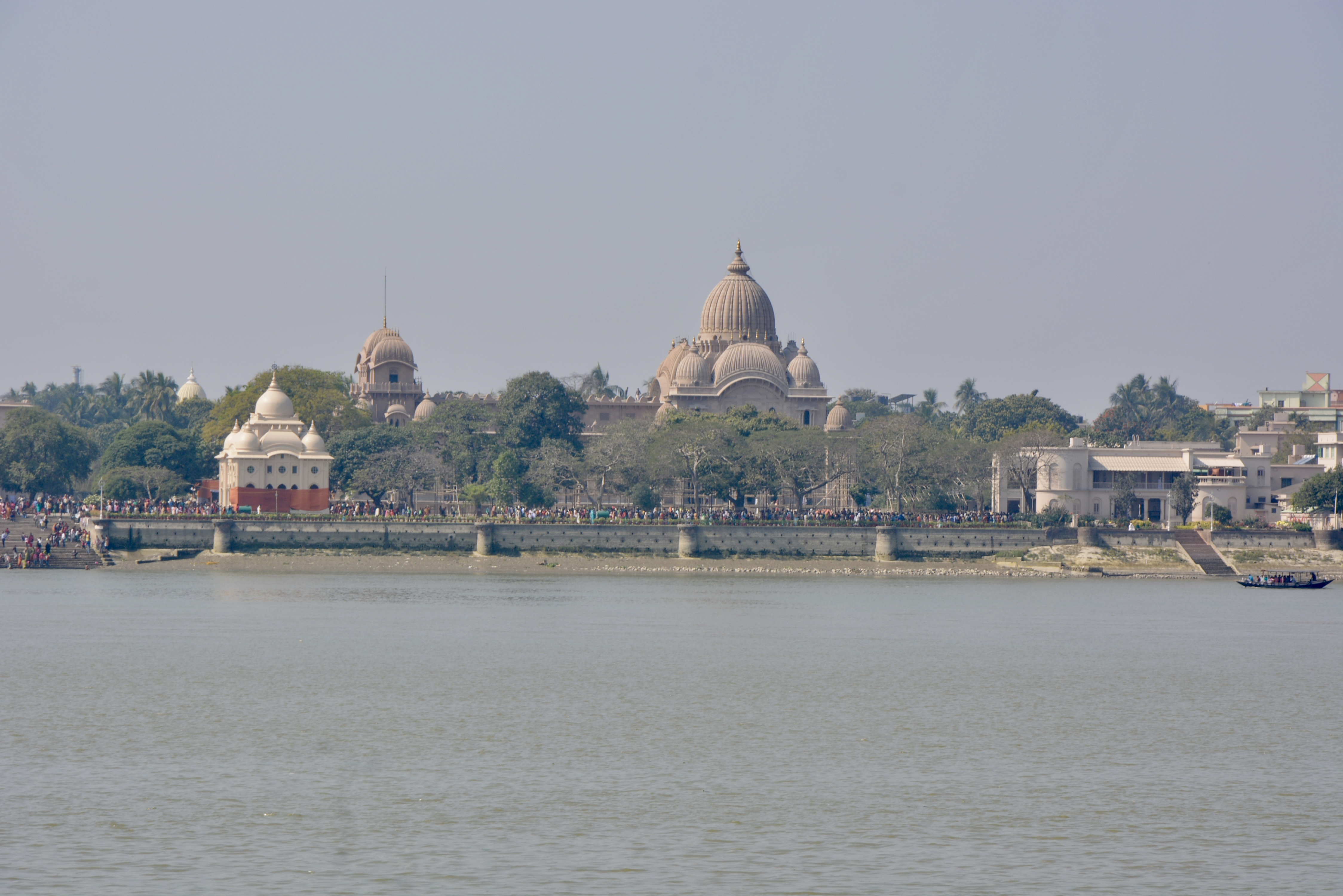
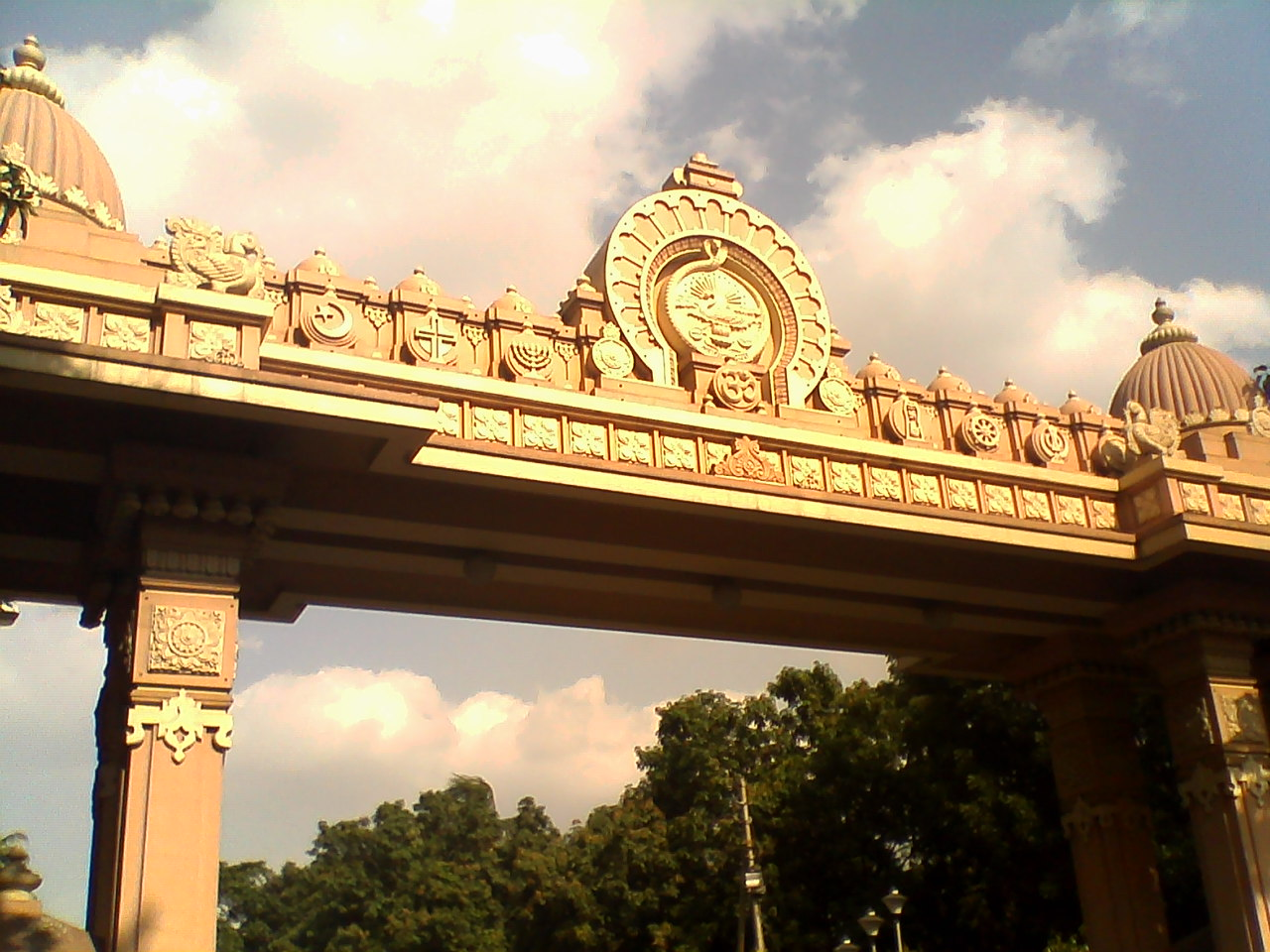
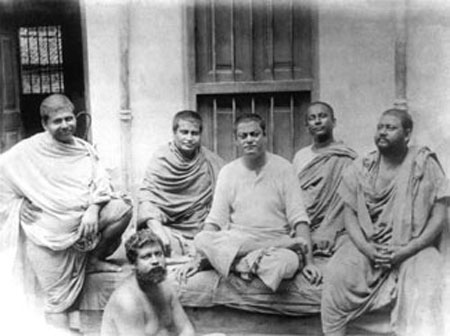
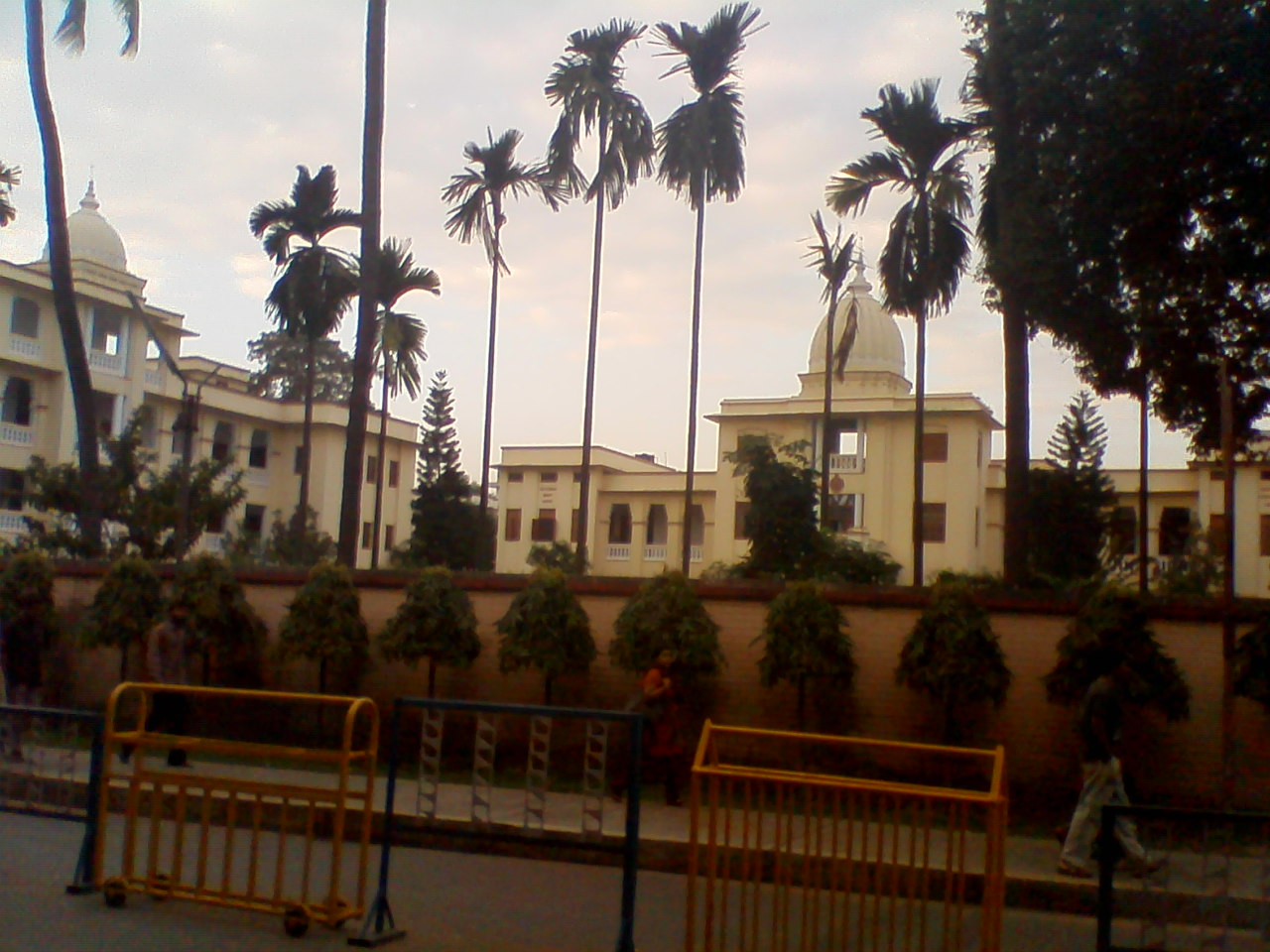
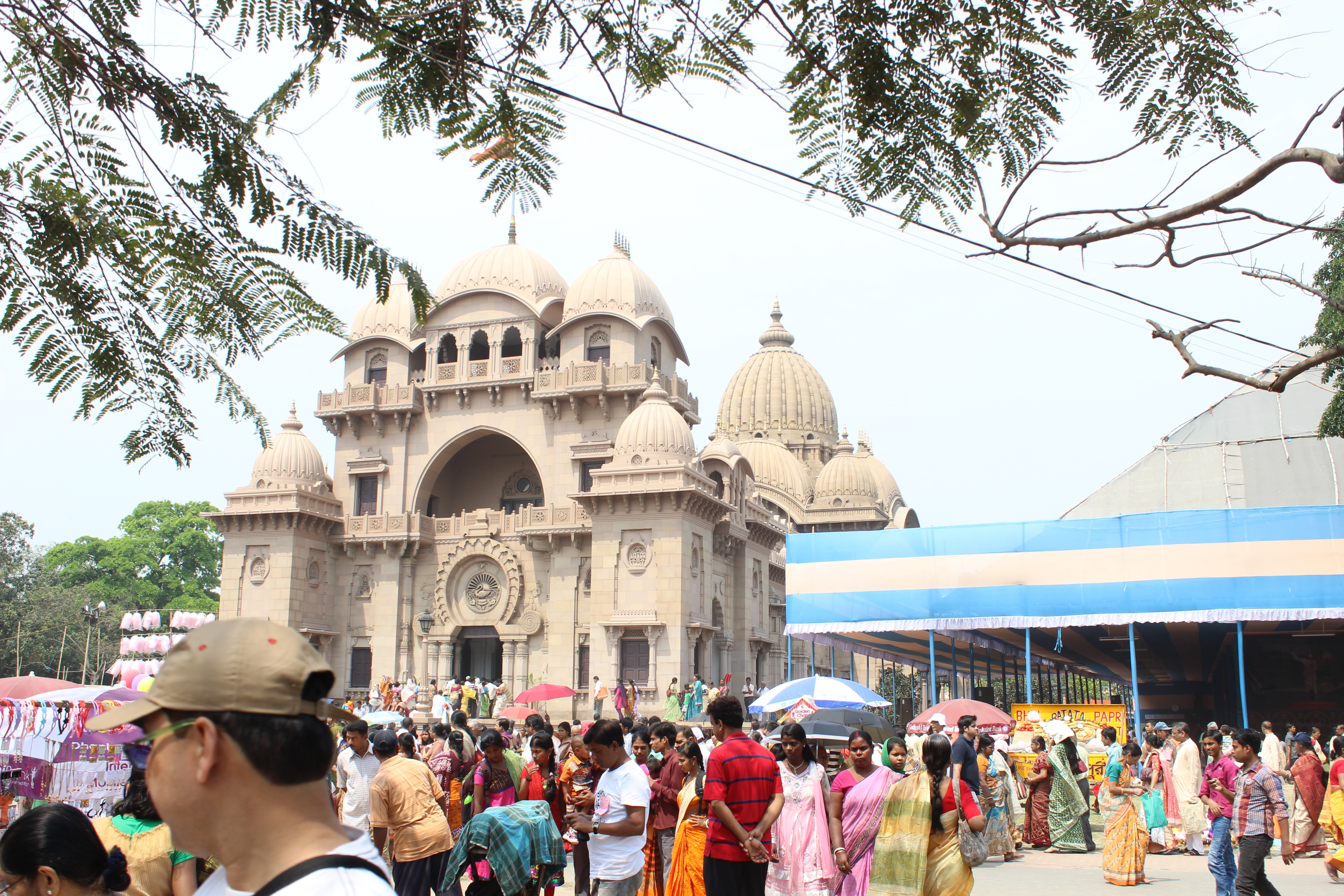
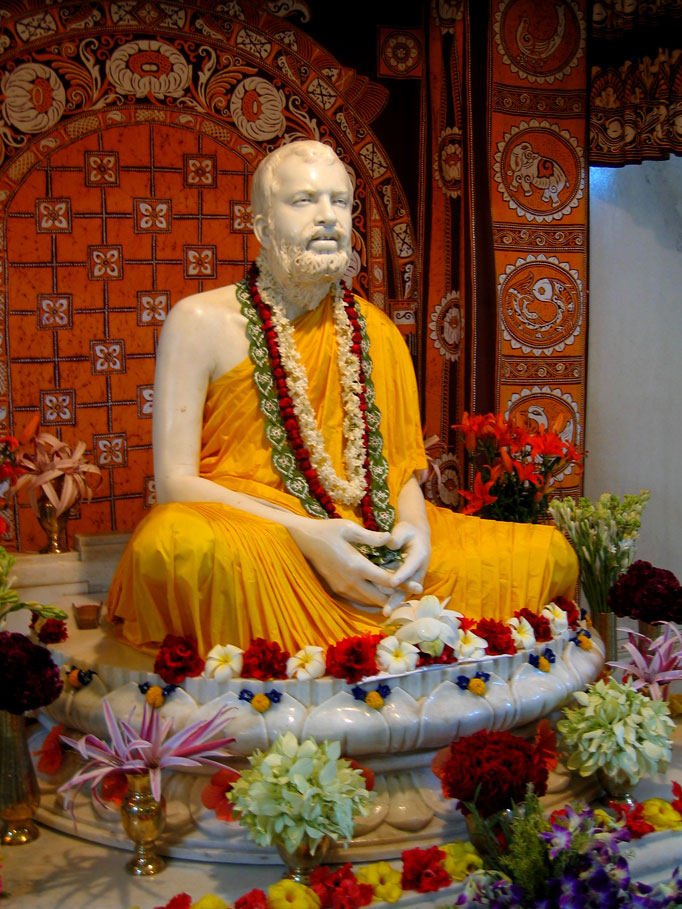
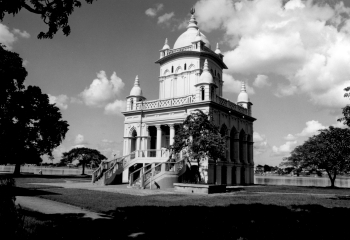
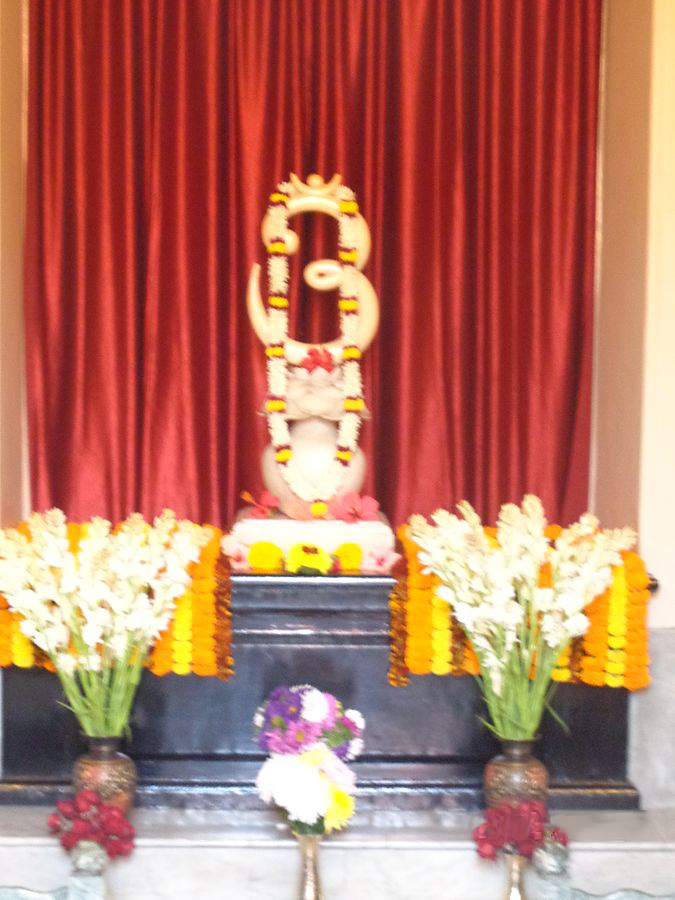

22°37′57″N 88°21′23″E / 22.63250°N 88.35639°E